# Richard Teubner

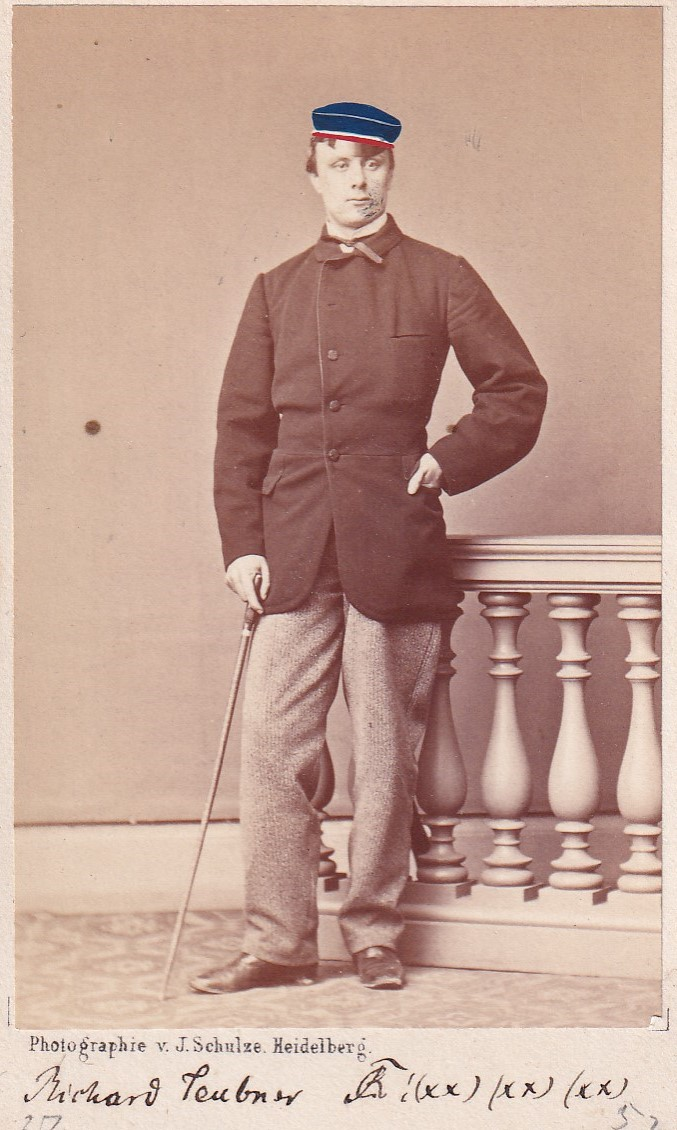
Richard Teubner als Heidelberger Rhenane, um 1865

Richard Teubner (* 4. November 1846 in Neufreistett; † 14. Dezember 1902 in Karlsruhe) war ein deutscher Verwaltungsbeamter und -richter.

## Leben
Richard Teubner, Sohn eines Oberzollinspektors, erlangte 1864 das Abitur durch Ablegung der Prüfungen vor dem Oberschulrat. Anschließend studierte er bis 1868 Rechtswissenschaften an der Ruprecht-Karls-Universität Heidelberg und von 1868 bis 1869 an der Albert-Ludwigs-Universität Freiburg. 1865 wurde er Mitglied des Corps Rhenania Heidelberg. Nach dem 1. juristischen Examen wurde er 1870 Rechtspraktikant und Aktuar beim Amtsgericht Bretten, Kreis- und Hofgericht Offenburg und Amtsgericht Kork. 1873 bestand er das 2. juristische Examen und wurde Referendär und Sekretär beim Kreis- und Hofgericht Freiburg. In den folgenden Jahren war er bei den Bezirksämtern Donaueschingen, Staufen und Meßkirch tätig. 1877 wurde er Amtmann in Rastatt und wechselte 1878 zum Bezirksamt Tauberbischofsheim. 1880 wurde er zum Amtsvorstand des Bezirksamts Meßkirch ernannt und 1883 zum Oberamtmann befördert. 1886 wechselte er als Amtsvorstand zum Bezirksamt Bühl, 1890 zum Bezirksamt Sinsheim und noch im gleichen Jahr zum Bezirksamt Kehl. 1896 erhielt er die Ernennung zum Geheimen Regierungsrat. 1899 wurde er als Verwaltungsgerichtsrat an den Badischen Verwaltungsgerichtshof nach Karlsruhe berufen, wo er bis zu seinem Tod 1902 tätig war.

## Auszeichnungen
- Eisernes Kreuz II. Klasse, 1871
- Silberne Karl-Friedrich-Militärverdienstmedaille
- Badische Felddienstmedaille
- Deutsche Felddienstmedaille
- Ritterkreuz 1. Klasse des Ordens vom Zähringer Löwen, 1889
- Eichenlaub zum Ritterkreuz 1. Klasse des Ordens vom Zähringer Löwen, 1902